# Prasat Sikhoraphum
Prasat Sikhoraphum (Thai: ปราสาทศีขรภูมิ ) is een tempel van de Khmer in de provincie Surin. De tempel werd gebouwd in de 12e eeuw door Suryavarman II als hindoestaanse tempel.
Prasat Sikhoraphum bestaat uit vijf zandstenen torens. Op de middelste toren staan reliëfs van Shiva, Brahma, Ganesha, Vishnoe en Parvati. In de 16e eeuw werd Prasat Sikhoraphum een boeddhistische tempel.

## Galerij

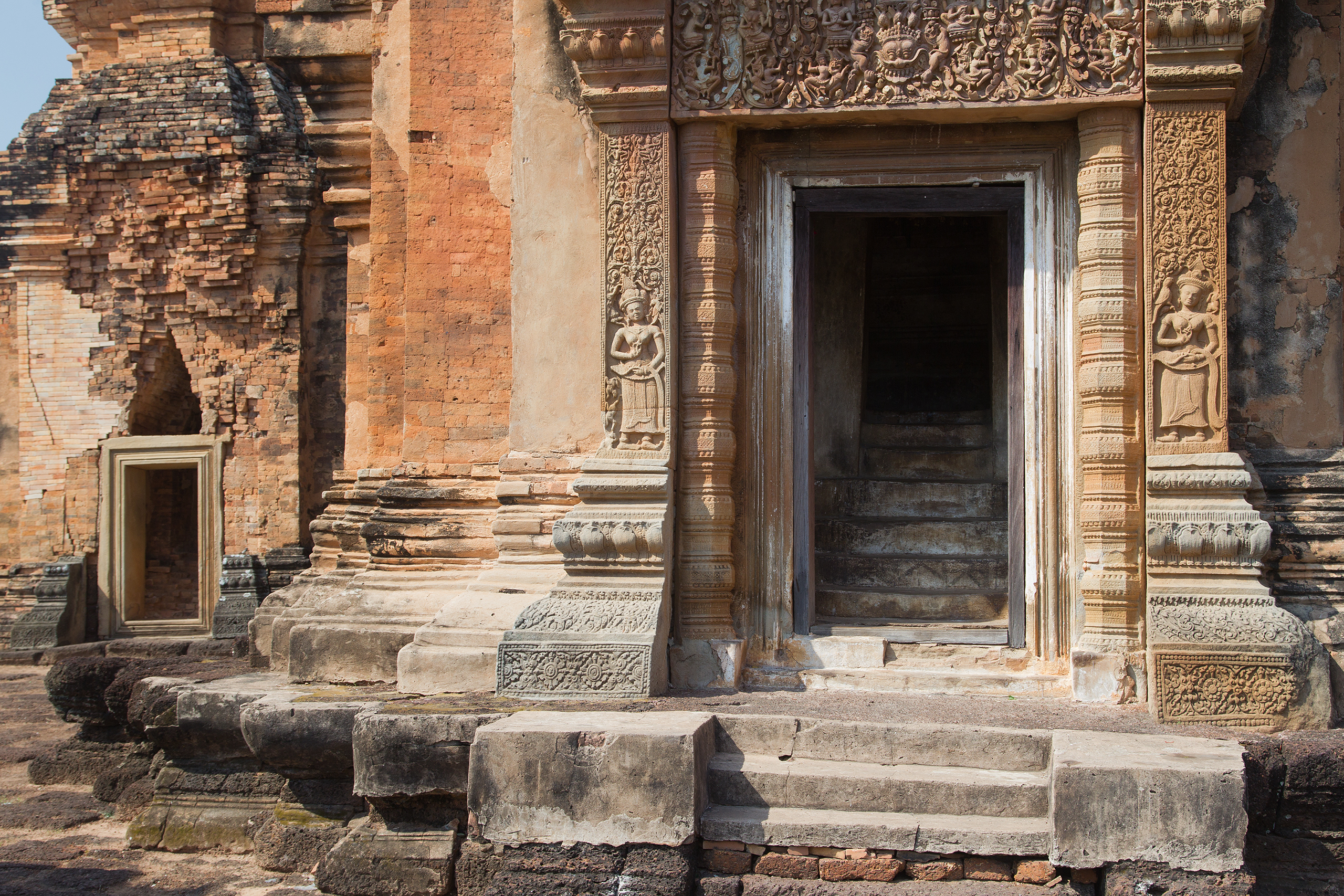
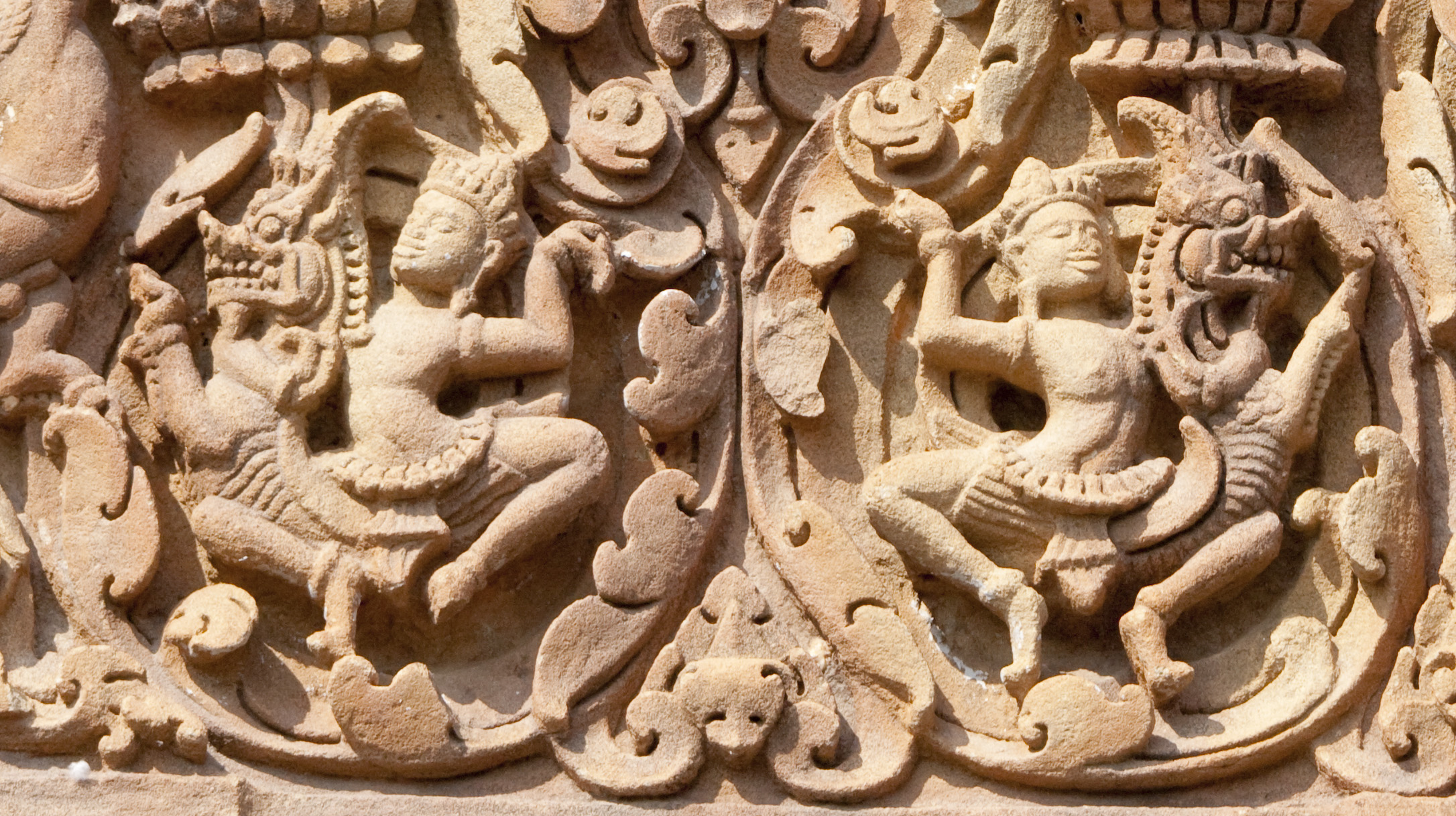
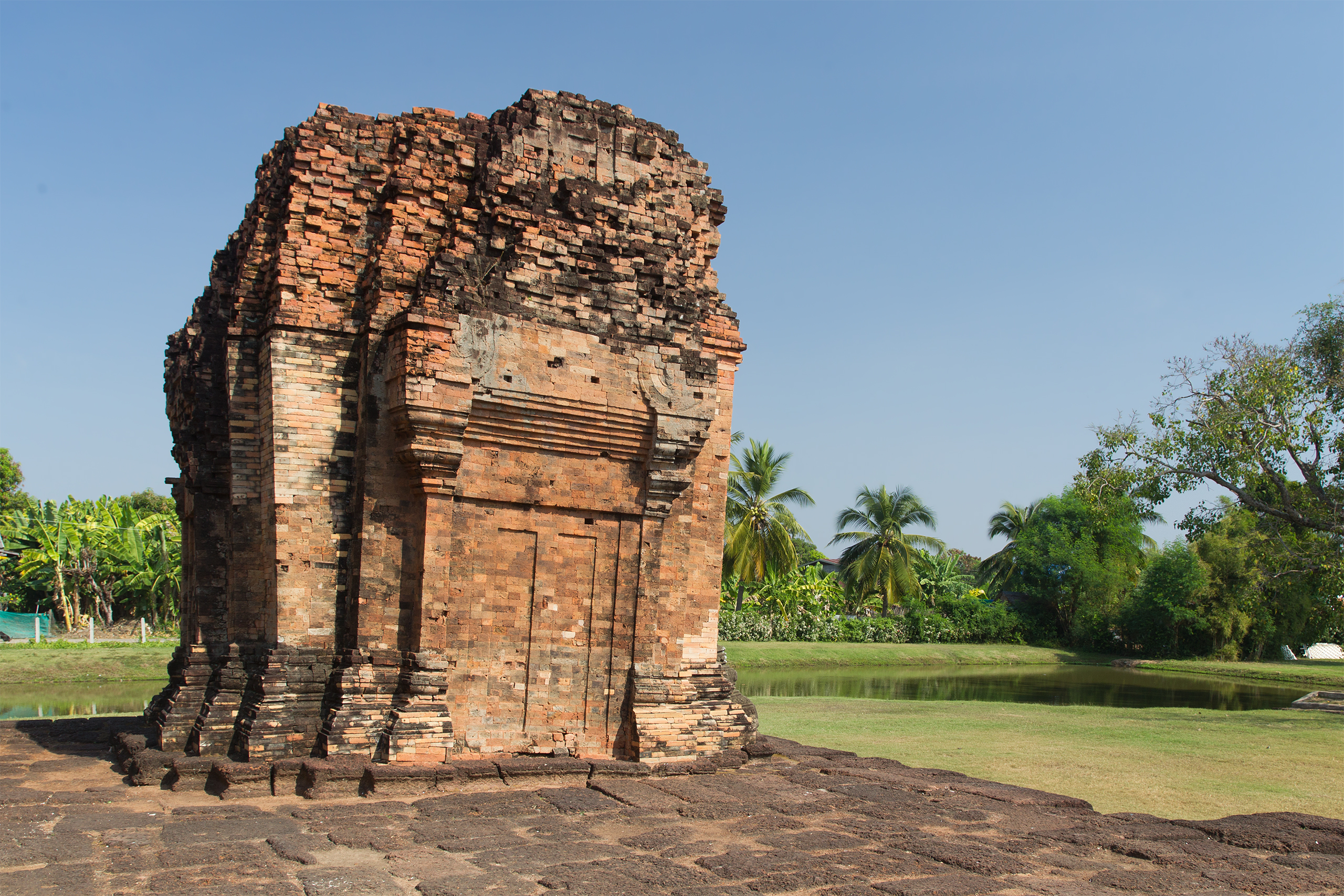
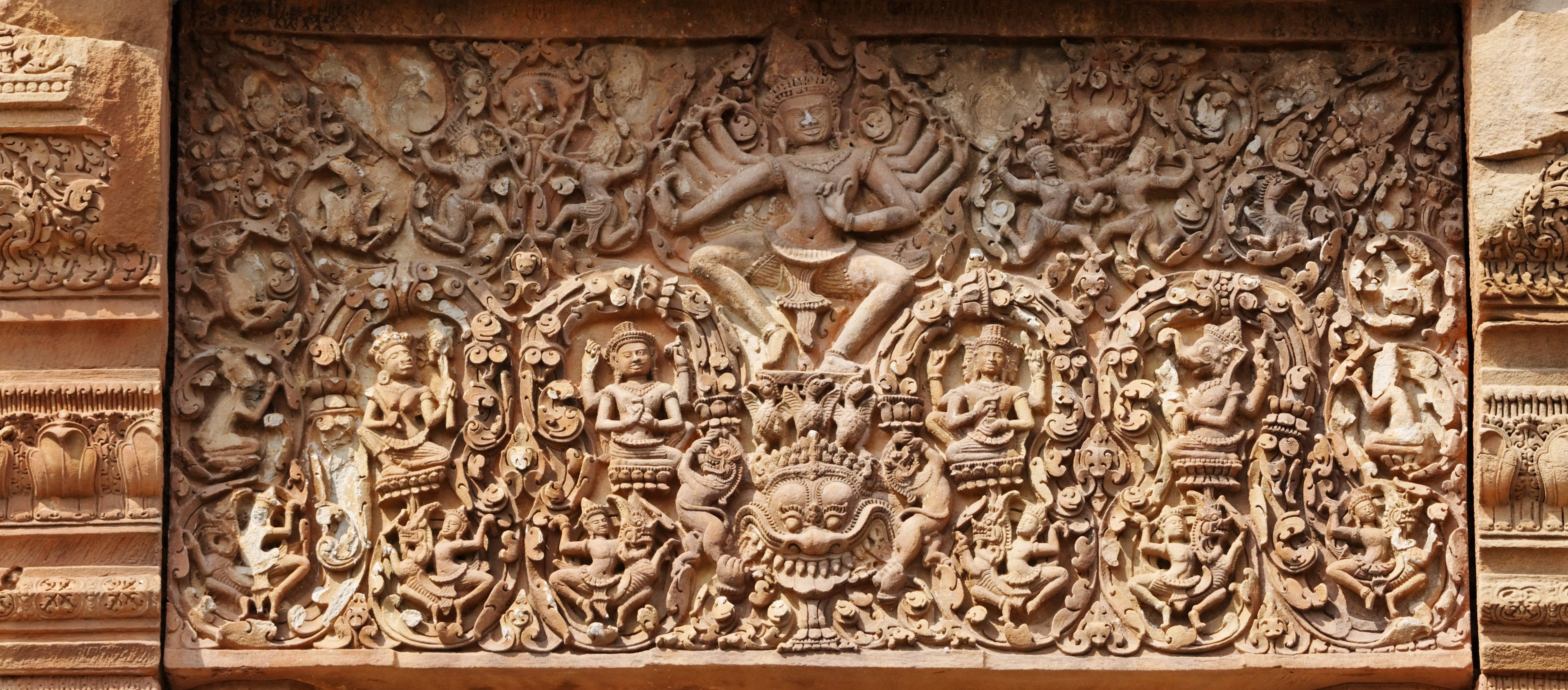